# (6542) Jacquescousteau
(6542) Jacquescousteau ist ein Asteroid des Hauptgürtels. Er wurde am 15. Februar 1985 vom tschechischen Astronomen Antonín Mrkos am Kleť-Observatorium (IAU-Code 046) bei Český Krumlov entdeckt.
Der Asteroid wurde am 23. November 1999 nach dem französischen Meeresforscher und Dokumentarfilmer Jacques-Yves Cousteau (1910–1997) benannt, der mit seinem Forschungsschiff Calypso zu einem Synonym der Meeresforschung wurde.